# Alej lip malolistých
Alej lip malolistých je stromořadí památných stromů v Březnici, části Dobrá voda. Lip malolistých (Tilia cordata Mill.) je 72 a rostou podél cesty kolem rekreačních chat u rybníka Hluboký. Jejich stáří se odhaduje na 150 let, obvod kmenů se pohybuje v rozmezí 155–515 cm, výška korun 16–20 m (měřeno 1981). Zdravotní stav stromů je velmi dobrý. Jsou chráněny od 20. října 1981 jako krajinná dominanta.

## Památné stromy v okolí
- Stromořadí topolů bílých